# Disarmonia Mundi
Disarmonia Mundi ist eine italienische Melodic-Death-Metal-Band. Mitglied ist u. a. der Soilwork-Sänger Björn Strid.

## Bandgeschichte
Disarmonia Mundi wurde Anfang 2000 von dem Italiener Ettore Rigotti gegründet. Nach vielen Veränderungen in der Besetzung nahm die Band im Januar 2001 das Album Nebularium im eigenen Studio auf. Überzeugt von dem Album unterschrieben das italienische Plattenlabel Self Distribuzione und das russische Label CD-Maximum einen Plattenvertrag mit Disarmonia Mundi. Nach den Aufnahmen gab es einige bandinterne Probleme, schließlich verließ der Sänger Benny Bianco Chinto die Band und wurde durch Claudio Ravinale ersetzt. 
Für das kommende Album unterschrieben sie einen Plattenvertrag bei Scarlet Records. Noch vor den Aufnahmen wurde Björn Strid auf die Band aufmerksam und entschied sich, als zweiter Sänger mitzuwirken. Fragments of D-Generation wurde wiederum im eigenen Studio aufgenommen, das Mastering übernahm Goran Finnberg im schwedischen Mastering Room. Das fertige Album erschien am 17. Mai 2004, zu dem Stück Red Clouds wurde ein Musikvideo gedreht.
Vor den Aufnahmen zum dritten Album Mind Tricks verließ Mirco Andreis die Band, um sich auf seine Karriere als Regisseur für Videoclips zu konzentrieren. Das Album wurde von Alessandro Vanara im italienischen The Metal House abgemischt und gemastert und erschien am 12. Juni 2006. Mirco Andreis drehte ein Video zum Stück Celestial Furnance.
Am 26. Juni 2009 kam Nebularium als Re-Release zusammen mit The Restless Memoirs (EP) in einer aufwendig gestalteten Digipak-Version auf den Markt. Nebularium enthält dieselben Songs mit eher progressiven Stücken, die auch schon 2001 auf dem Album zu hören waren. Auf der EP The Restless Memoirs befinden sich, sowohl ältere als auch neuere Stücke, aus den Jahren 1999 bis 2006. Es folgte im Dezember desselben Jahres das vierte Album The Isolation Game bei Coroner Records. Im Gegensatz zu den Vorgängern wurde an langen Keyboard-Einlagen gespart, so rückten aber die Gitarrenriffs mehr in den Vordergrund. 2012 gründeten Rigotti und Ravinale mit dem Guitaristen Elliot Sloan und dem Keyboarder Alessio NeroArgento die Band The Stranded.
Am 9. Juni 2015 erschien das fünfte Album Cold Inferno.
Am 21. März 2025 erschien nach nunmehr knapp 10 Jahren das Album The Dormant Stranger. 

## Diskografie

### Alben
- 2001: Nebularium
- 2004: Fragments of D-Generation
- 2006: Mind Tricks
- 2009: Nebularium (Re-Release)
- 2009: The Isolation Game
- 2011: Mind Tricks (Re-Release)
- 2015: Cold Inferno
- 2025: The Dormant Stranger

### EPs
- 2009: The Restless Memoirs